# Codalet
Codalet (in catalano Codalet) è un comune francese di 375 abitanti situato nel dipartimento dei Pirenei Orientali nella regione dell'Occitania.
All'interno del territorio comunale, tra i luoghi d'interesse culturale, si può citare l'Abbazia di San Michele di Cuxa.

## Geografia fisica

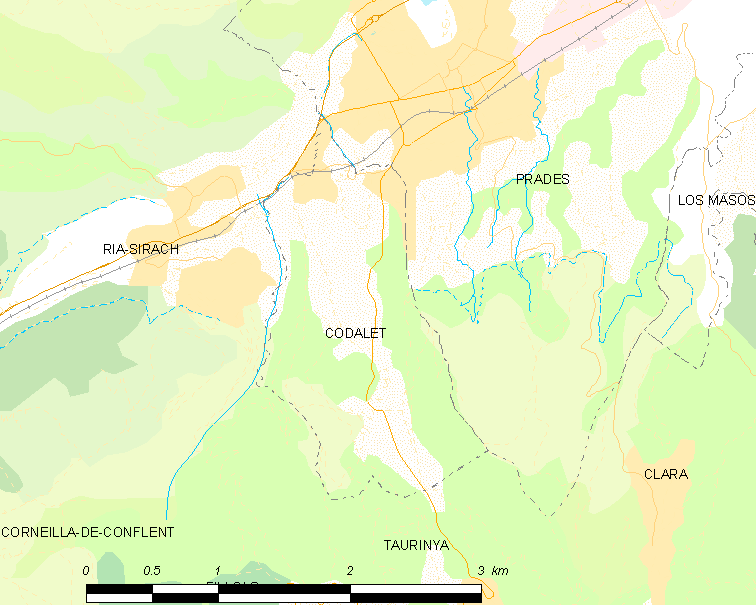
Situazione di Codalet

## Società

### Evoluzione demografica
Abitanti censiti